# 火星の人
『火星の人』（かせいのひと、原題: The Martian）は、アメリカ合衆国のSF作家アンディ・ウィアーのSF小説。日本語版は2014年に小野田和子の訳でハヤカワ文庫SFから刊行された。第46回星雲賞海外長編部門の受賞作。2015年には『オデッセイ』として映画化もされている。

## 概要
ウィアーの商業デビュー作で、もともとWeb小説として連載していたものが2011年に自費出版され、2014年にクラウン・パブリッシングより再出版されるという形で刊行された。2035年の火星を舞台に、一人取り残されたアメリカの宇宙飛行士マーク・ワトニーのサバイバルを扱ったストーリーとなっている。
アンディ・ウィアーは本作の執筆により、2016年に優秀な新人SF作家に与えられるジョン・W・キャンベル新人賞を受賞した。また日本語版は第46回星雲賞海外長編部門を受賞した他、『SFが読みたい! 2015年版』のベストSF2014海外篇1位を獲得している。
2024年2月11日、本書出版の10周年を記念し新たに書き下ろされた短編『The Martian: Lost Sols』がウィアーのX（旧Twitter）アカウントを通じて公開された。この短編では、破損していたログデータを修復したという形式でログエントリー:ソル488の出来事が綴られている。

## あらすじ

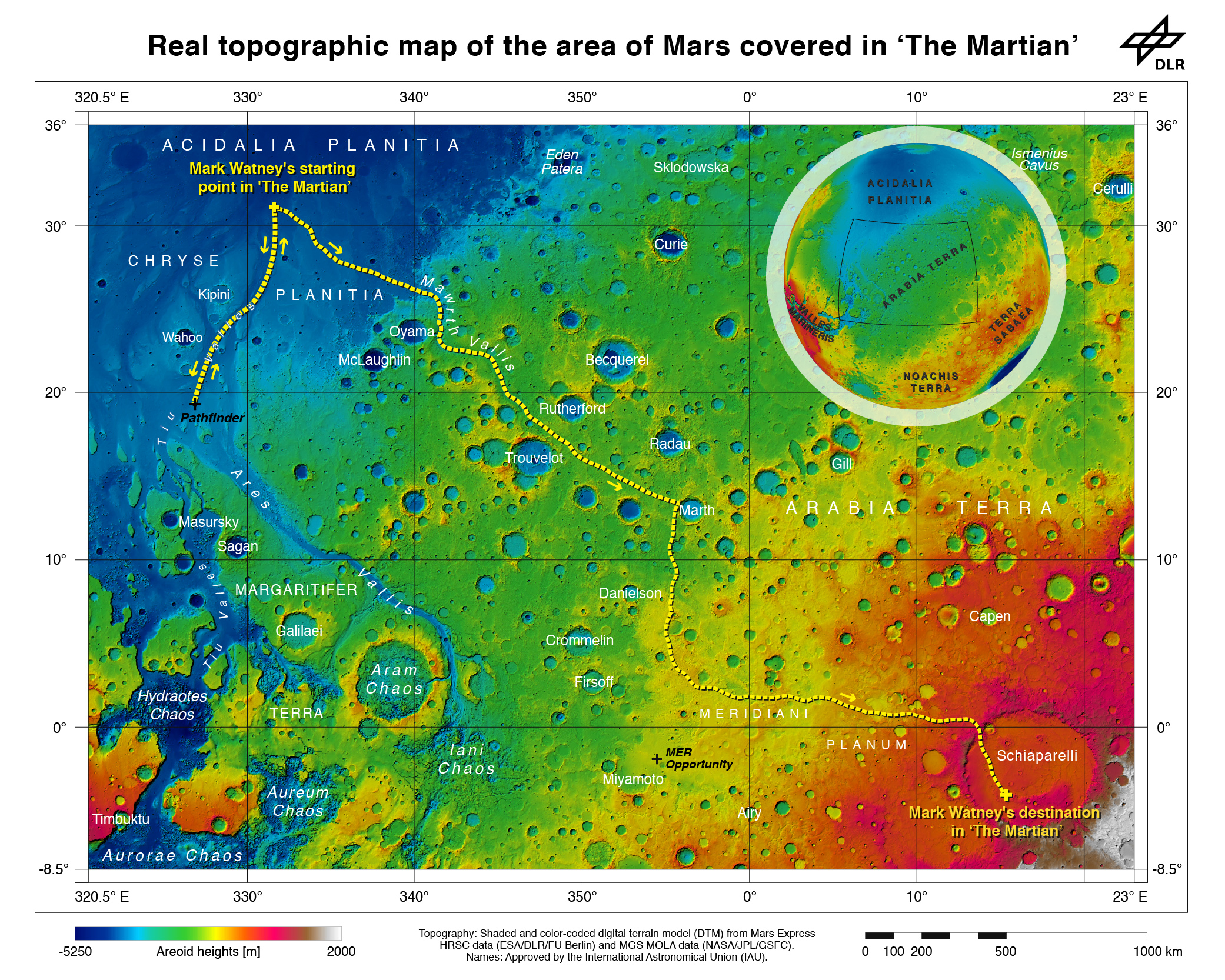
作中でマーク・ワトニーが辿った道筋

アレス3ミッションの一員として火星に降り立った宇宙飛行士のマーク・ワトニーは、不慮の事故により一人火星に取り残されてしまう。地球との通信が絶たれ、食料も限られるなか、ワトニーは植物学者とメカニカルエンジニアとしての知識を総動員し、基地内でジャガイモを育て、また地球との通信の確保に奔走する。一方地球でも、衛星写真からワトニーの生存が確認され、彼の救出に向けて動き出す。マーズ・パスファインダーを用いて通信を確立したワトニーは、多くのトラブルに見舞われながらも、アレス4のMAV（火星上昇機）の元に到達。地球への帰還を果たす。

## 映画
監督リドリー・スコット、主演マット・デイモンで映画化され、2015年10月に20世紀フォックスより配給された。英語版は原作と同じThe Martianの名で配給されたが、日本語版は『オデッセイ』の邦題となっている。映画は2016年にヒューゴー賞映像部門長編部門を受賞した。

## 書誌情報
- アンディ・ウィアー『火星の人』小野田和子訳、早川書房、2014年。ISBN 9784150119713。
- アンディ・ウィアー『火星の人〔新版〕 上』小野田和子訳、ハヤカワ文庫SF、2015年。ISBN 9784150120436。
- アンディ・ウィアー『火星の人〔新版〕 下』小野田和子訳、ハヤカワ文庫SF、2015年。ISBN 9784150120443。